# کنر فرنتا
کانر فرنتا (انگلیسی: connor Joel franta; متولد ۱۲ سپتامبر ۱۹۹۲) یوتیوبر ، سرگرم کننده و نویسنده آمریکایی است.

## زندگی شخصی
در ۸ دسامبر، ۲۰۱۴ فرنتا همجنس‌گرایی خود را در ویدئویی در یوتیوب آشکارسازی کرد.